# Hallstabacken
Hallstabacken ist eine aus mehreren Skisprungschanzen bestehende Skisprunganlage in Sollefteå. Zur Anlage gehören drei kleinere Schanzen der Kategorie K 10, K 20, K 30, eine mittlere Schanze der Kategorie K 55, eine Normalschanze der Kategorie K 80 und eine Großschanze der Kategorie K 107. Die Schanzen sind nicht mit Matten belegt.

## Geschichte
Der Verein ließ für die Skiweltmeisterschaften zwischen den Jahren 1930 bis 1933 Schanzen bauen. Auf den Schanzen fand 1934 die Nordische Skiweltmeisterschaft, 1990 das einzige Weltcup-Springen und 2003 die Junioren-Weltmeisterschaft der Skispringer statt. Die Anlagen werden auch für Wettbewerbe zu den Schwedischen Meisterschaften im Skispringen genutzt.

## Internationale Wettbewerbe
Genannt werden alle von der Fédération Internationale de Ski (FIS) organisierten Sprungwettbewerbe
| Datum            | Kategorie         | Schanze | 1. Platz                                                                      | 2. Platz                                                 | 3. Platz                                                       |
| ---------------- | ----------------- | ------- | ----------------------------------------------------------------------------- | -------------------------------------------------------- | -------------------------------------------------------------- |
| 20. Februar 1934 | Weltmeisterschaft | K90     | Kristian Johansson                                                            | Arne Hovde                                               | Sven Selånger                                                  |
| 11. März 1990    | Weltcup           | K90     | Pavel Ploc                                                                    | Ari-Pekka Nikkola                                        | Virginio Lunardi                                               |
| 6. Februar 2003  | Junioren-WM       | K107    | ÖsterreichManuel Fettner Christoph Strickner Roland Müller Thomas Morgenstern | SlowenienRok Benkovič Jure Bogataj Rok Urbanc Jaka Oblak | FinnlandJarkko Heikkonen Antti Pesonen Olli Pekkala Harri Olli |
| 6. Februar 2003  | Junioren-WM       | K107    | Thomas Morgenstern                                                            | Rok Benkovič                                             | Jan Mazoch                                                     |